# 猪红斑丹毒丝菌
猪红斑丹毒丝菌（學名：Erysipelothrix rhusiopathiae）前称猪丹毒丝菌、猪丹毒杆菌，是一种人畜共通傳染病原体，鳥禽類的丹毒，好發於火雞、雞、鴨子，偶有其它鳥禽類，導致公鳥的不育潛在可能。
丹毒丝菌属感染由诡谲丹毒丝菌引起的几种传染病。如猪丹毒（Swine Erysipelas，包括鑽石樣皮膚病）、羔羊和犊牛的非化脓性关节炎、绵羊的后倾跛行、禽类的败血症及人的类丹毒等。